# Rai (Francja)
Rai – miejscowość i gmina we Francji, w regionie Normandia, w departamencie Orne.
Według danych na rok 1990 gminę zamieszkiwały 1714 osoby, a gęstość zaludnienia wynosiła 107 osób/km² (wśród 1815 gmin Dolnej Normandii Rai plasuje się na 121. miejscu pod względem liczby ludności, natomiast pod względem powierzchni na miejscu 203.).